# Buxbaumia colyerae
Buxbaumia colyerae là một loài rêu trong họ Buxbaumiaceae. Loài này được Burges mô tả khoa học đầu tiên năm 1932.